# Tibor Weißenborn
Tibor Weißenborn (* 20. März 1981 in Berlin) ist ein deutscher Hockeyspieler. Er wurde mit der deutschen Nationalmannschaft je zweimal Welt- und Europameister und 2008 Olympiasieger.

## Leben
Tibor Weißenborn ging in denselben Kindergarten wie Florian Keller. Als dessen Vater Carsten Keller eine Kindermannschaft aufbaute, war Weißenborn dabei. Beim Berliner HC spielte Weißenborn bis 2004, wechselte dann zum Gladbacher HTC und von dort weiter zum Bloemendaaler HC, mit dem Weißenborn 2006 und 2007 niederländischer Landesmeister wurde. Anschließend spielte er bei Rot-Weiß Köln, mit dem er 2008 in die erste Liga aufstieg.
1998 debütierte der Mittelfeldspieler in der deutschen Hockeynationalmannschaft. Bereits 1999 wurde Weißenborn zum ersten Mal Europameister. In Sydney bei den Olympischen Spielen erreichte Weißenborn mit der deutschen Mannschaft den fünften Platz. 2001 war er am Gewinn der Champions Trophy beteiligt. Weißenborn gehörte zum siegreichen Team bei der Weltmeisterschaft 2002 in Kuala Lumpur. 2003 wurde er erneut Europameister. Bei den Olympischen Spielen 2004 gewann er die Bronzemedaille. 2006 war Weißenborn dabei, als die deutsche Mannschaft bei der Weltmeisterschaft in Mönchengladbach den Titel von 2002 erfolgreich verteidigte. 2007 gewann er zum zweiten Mal bei der Champions Trophy. Nachdem er 2008 bei den Olympischen Spielen in Peking mit der deutschen Nationalmannschaft nach einem 1:0-Erfolg im Finale gegen Spanien die Goldmedaille gewonnen hatte, beendete er seine Karriere in der Landesauswahl.
Tibor Weißenborn hat 324 Länderspiele absolviert, davon 17 in der Halle.
2009 heiratete er die Hockeyspielerin Kerstin Hoyer.
Für seine sportlichen Erfolge erhielt er das Silberne Lorbeerblatt.